# Arctosa workmani
Arctosa workmani är en spindelart som först beskrevs av Embrik Strand 1909.  Arctosa workmani ingår i släktet Arctosa och familjen vargspindlar.
Artens utbredningsområde är Paraguay. Inga underarter finns listade i Catalogue of Life.